# Fürth
|  | Per a altres significats, vegeu «Fürth (desambiguació)». |

Fürth (fràncic: Färdd) és una ciutat independent de la Regierungsbezirk de Mittelfranken, a l'estat federat de Baviera (Alemanya). Avui dia és contigua a la ciutat de Nuremberg, els centres de les dues ciutats estan separats per 7 quilòmetres. Conjuntament amb Nuremberg i Erlangen formen el triangle econòmic de la Francònia Central o Mittelfranken.

## Ubicació
Situada en la confluència del Regnitz amb el Pegnitz, afluent esquerra del Main (conca del Rin), en terreny fèrtil, no gaire lluny del canal de Ludwig, a 38 quilometres, al nord-est d'Auspach i molt a prop al nord-oest de Nuremberg, a 300 m. s.n.m. El cens de la seva població era 127.248 (2019).

## Religions
La població de Fürth estava originàriament sota el bisbat de Würzburg i des de l'any 1007 pertanyia al bisbat de Bamberg. L'any 1524, com a part de la Reforma, es va convertir en una ciutat protestant com Nuremberg, i així va romandre durant molts anys. Tanmateix, a causa de les connexions amb Bamberg, sempre hi havia alguns catòlics a la ciutat.
Després de 1792, les congregacions protestants de Fürth estaven sota l'autoritat del consistori prussià d'Ansbach, i quan Brandenburg-Ansbach va ser cedida a Baviera van passar a formar part de l'Església protestant bavaresa, que inicialment comprenia congregacions luteranes i reformades. Més tard, les congregacions van pertànyer al deganat de Zirndorf. El 1885, Fürth esdevingué deganat (Dekanat), subsidiària de Nuremberg.
Al costat de l'Església protestant de Baviera també hi ha congregacions protestants d'esglésies lliures a Fürth, p. g. una petita congregació de l'Església Metodista Unida.
A partir del segle xviii o abans, el nombre de catòlics va augmentar, i el 1829 es va consagrar la primera església catòlica des de la Reforma: l'Església de Nostra Senyora. Sant Miquel era originàriament una església catòlica fins que la van prendre els protestants durant la Reforma. El 1961, Fürth es va convertir en un deganat catòlic dins de l'arxidiòcesi.
La proporció de protestants a catòlics al segle XX era d'aproximadament dos a un.

## Judaisme
La posició que gaudien els jueus a Fürth (en comparació amb altres ciutats) va donar lloc al sobrenom de "Jerusalem de Franco", encara que es basa en una referència més antiga i de manera pejorata a Fürth.
Els residents jueus són esmentats ja el 1440; el 1528 el margravi d'Ansbach, Jordi el Pietós, va permetre que dos jueus, Perman i Uriel, s'instal·lessin a Fürth (a canvi d'alts impostos), i a partir d'aleshores el nombre de residents jueus va augmentar.
Al segle xvii, hi havia una Yeshiva local (acadèmia talmúdica) de considerable reputació i el 1617 es va construir una sinagoga. El 1653 es va construir el primer hospital jueu d'Alemanya (i el primer hospital de Fürth).
Quan l'emperador Leopold I va deportar els jueus vienesos el 1670, moltes famílies jueves de classe alta es van traslladar a Fürth, i el 1716 hi havia unes 400 famílies jueves a la ciutat. El 1807, la proporció de jueus a la població total era d'aproximadament el 19%. Després de la Mediatització i el Judenedikt de Baviera (Edicte jueu) de 1813,[8] hi va haver més restriccions als jueus. En particular, les disposicions del paràgraf Matrikel van impedir la immigració jueva. El 1824 es va tancar l'acadèmia talmúdica. El Judenedikt de Baviera de 1813, amb les seves restriccions a la vida jueva i a la immigració jueva, va ser anul·lat per la llei del 29 de juny de 1851, i altres lleis de 16 d'abril de 1868 i 22 d'abril de 1871, que van portar a una major emancipació dels jueus i restriccions a la residència van ser eliminades.[9] El 1840, hi havia 2535 jueus que vivien a Fürth, més de la meitat de tots els jueus bavaresos.
El 1862 es va fundar una escola primària jueva, seguida